# Baie de Guelendjik
La baie de Guelendjik (en russe : Геленджикская бухта, Guelendjikskaïa boukhta) est une baie libre de glace du littoral russe de la mer Noire, au sud de la baie de Tsemes ou baie de Novorossiisk. La ville de Guelendjik occupe la rive orientale de la baie où passe la route M4.
Entre le cap Tonki (en russe : Тонкий) au nord-ouest et le cap Tolsty (Толстый) au sud-est, l'entrée de la baie est large de 1,9 km tandis qu'elle s'enfonce de 3,4 km à l'intérieur des terres pour une largeur de 4,8 km environ, les 12 km de côte s'inscrivant à l'intérieur des limites de la ville de Guelendjik et les plages en occupant les deux tiers. 
La baie est dominée par le massif de Markotkh, culminant à 762 m.
La profondeur maximum des eaux est de 11 m.